# Mielno
Mielno (em alemão: Großmöllen ou Groß Möllen) é um município no noroeste da Polônia, na voivodia da Pomerânia Ocidental, no condado de Koszalin e sede da comuna de Mielno. Estende-se por uma área de 33,45 km², com 2 937 habitantes, segundo os censos de 2016, com uma densidade de 87,8 hab/km².
Está localizado no litoral do mar Báltico e lago Jamno, na costa de Słowiński. Uma cidade com duas estâncias balneárias de verão e um porto de pesca na vila de Unieście.

## Localização
Mielno está localizada na costa de Słowiński, no mar Báltico, bem como nas margens norte e oeste do lago Jamno. A parte norte da cidade fica em uma península estreita entre o lago Jamno e o mar Báltico. A península é cortada pelo canal Jamieński Nurt, que também forma a fronteira da cidade. Ela também possui duas vilas: Barnowo e Unieście.
Segundo dados de 1 de janeiro de 2017, a área da cidade era de 33,45 km², o que constituía 53,8% da área da comuna de Mielno. A área total do lago Jamno, que é de 22,40 km², está incluída na área da cidade e constitui cerca de 67% dessa área.
Nos anos de 1975-1998, a cidade pertencia à voivodia de Koszalin.

## Demografia
Segundo dados de 31 de dezembro de 2016, a cidade possuía 2 937 habitantes, o que constituía 59,0% da população da comuna. A densidade populacional era de 87,8 habitantes por km². Excluindo a área do lago Jamno (22,40 km²), a densidade era de 265,8 habitantes por km².
Mielno (sem a vila de Unieście), de acordo com dados de 31 de dezembro de 2016, era habitada por 2 184 habitantes. Segundo dados de 31 de dezembro de 2019, 2 190 pessoas estavam permanentemente registradas em Mielno (sem a vila de Unieście).

## Turismo e recreação

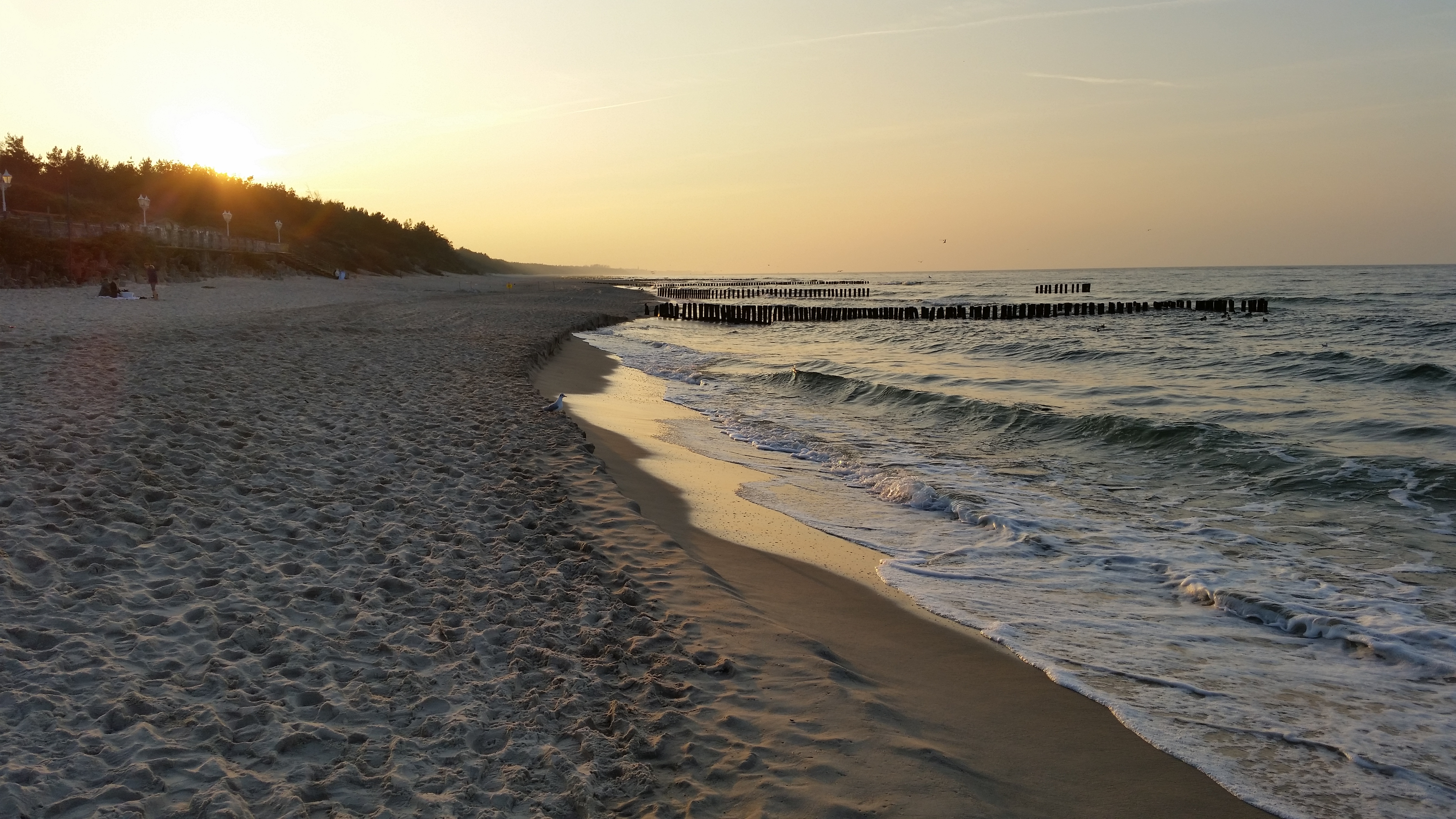
Praia em Mielno

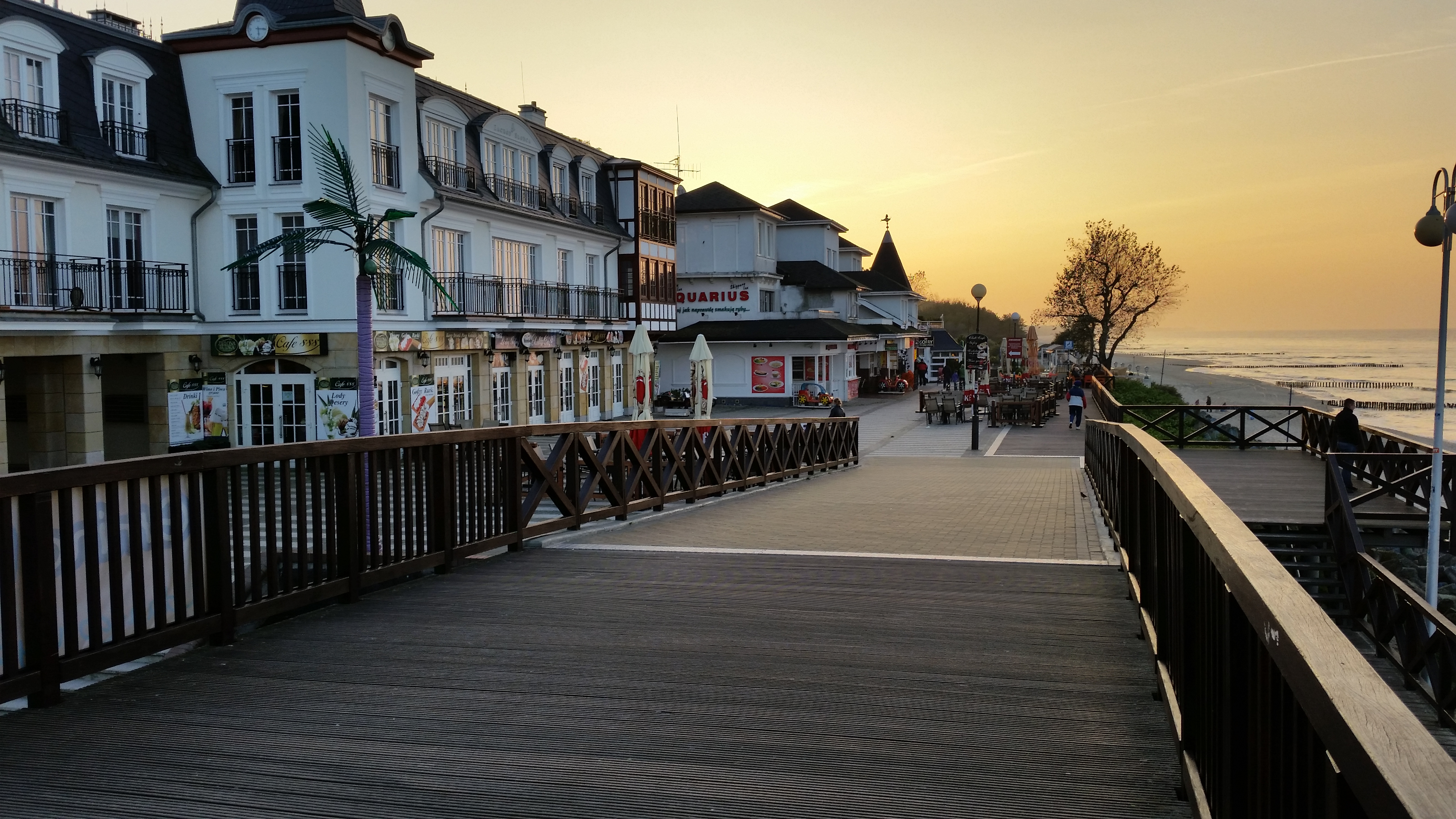
Passeio em Mielno

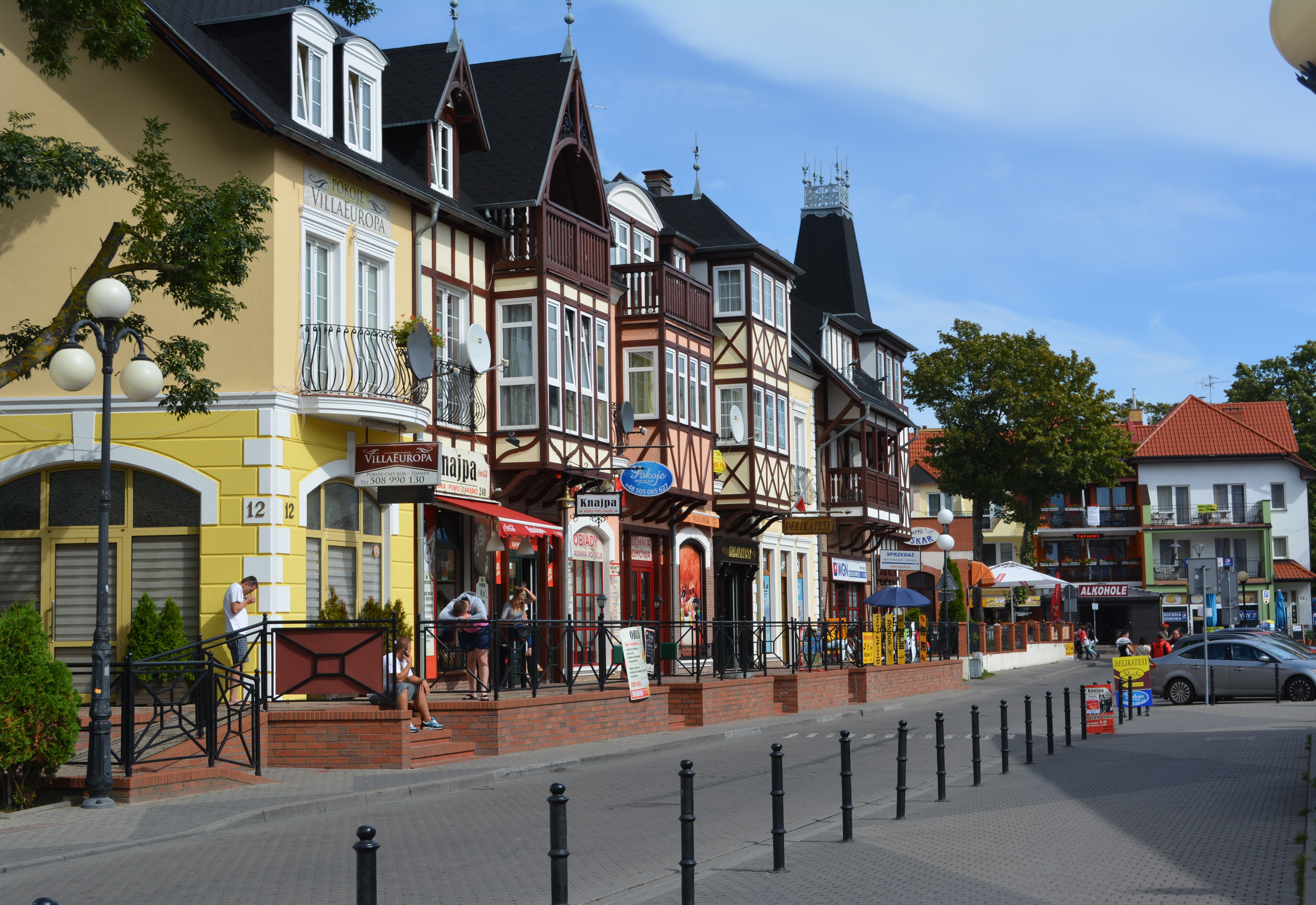
Casas à beira-mar em Mielno

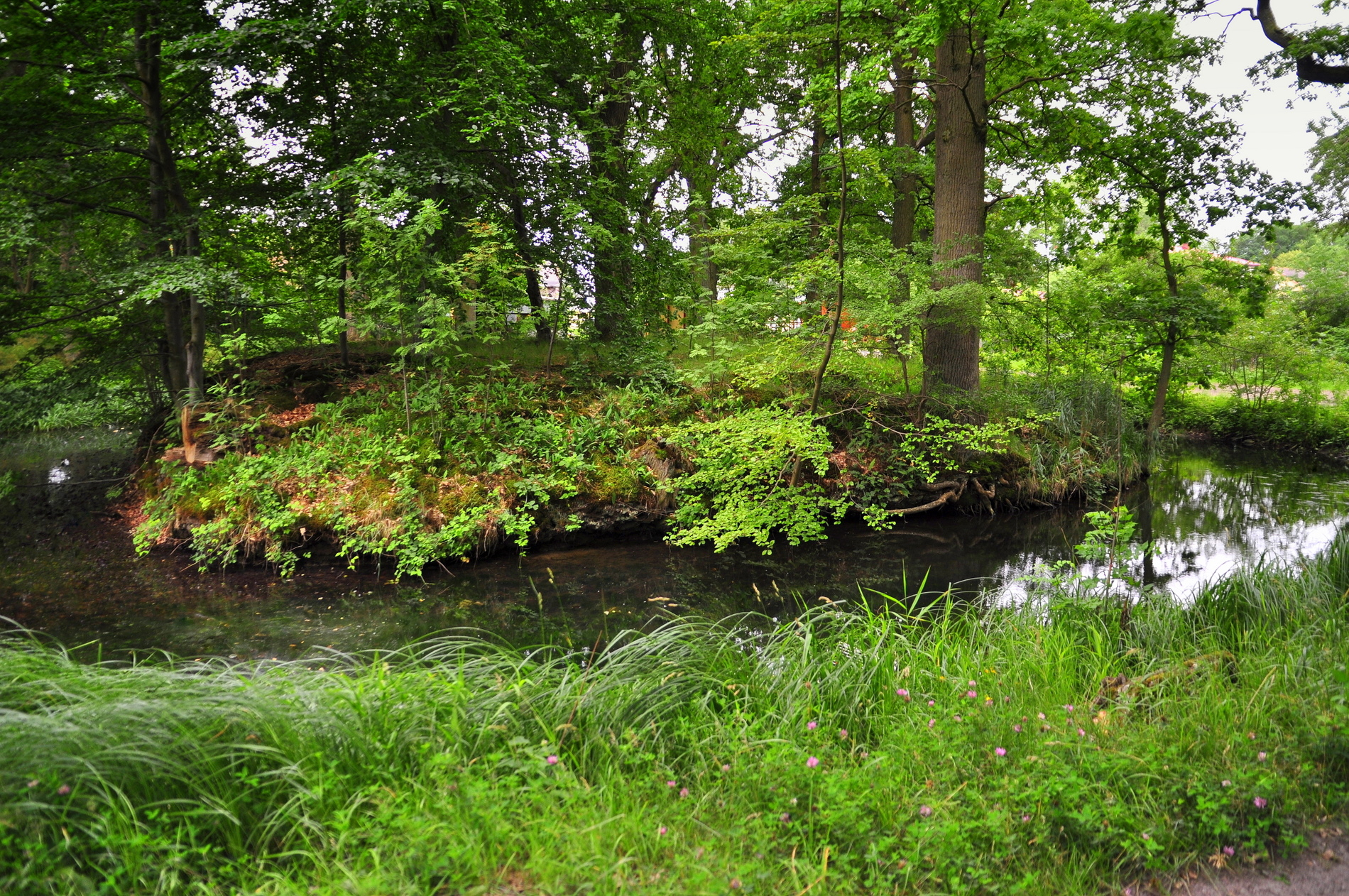
Rua Kościelna, os restos do castelo dos séculos IX e X

Junto ao mar há um balneário de verão "Mielno 216", com 100 m de extensão, na entrada da rua Kościuszki.  Em 2012, a praia balnear de Mielno cumpriu os requisitos de qualidade para as águas balneares na União Europeia. Em 2013, o período de banhos foi definido de 1 de julho a 31 de agosto.
O segundo local de banhos é o "Unieście 221".

## História
Até 1945, o nome da cidade em alemão Großmöllen era usado. Em 1947, o nome Mielno foi oficialmente estabelecido. A Comissão para Determinação de Nomes de Lugares do Ministério da Administração Pública, adotando o nome, referiu-se à palavra "mielizna" (baixio) e à palavra cassúbia "miałki", que significa "raso"..
Mielno (junto com Unieście) recebeu os direitos de cidade em 1 de janeiro de 2017..

## Monumentos históricos
A rua principal de Mielna é a rua Bolesława Chrobrego, que se transforma em rua em 6 de Março no bairro residencial de Unieście.
Existem quatro monumentos históricos na cidade:
- Igreja da Transfiguração do Senhor, do século XV, reconstruída no século XIX,
- Parque histórico da virada do século XVIII e XIX,
- Villa na rua T. Kościuszki 11,
- Edifício em enxaimel do início do século XX.

Até 2013 em Mielno na rua 1 de Maio 13, existia um edifício de madeira do início do século XX, mas foi consumido pelo fogo na noite de 1 de janeiro de 2013.
Em 10 de maio de 1999 em frente ao prédio da Comuna na rua Chrobrego 10 existia uma escultura de um veado instalada no local no período entre guerras, originalmente localizada na praça em frente à concha acústica, depois foi transferida para a rua Parkowa onde está até hoje.
Na rua Piastów 10 (acesso pela rua Cicha), há um pedestal baixo, um monumento à Sereia com um escudo e uma espada, feitos de concreto metalizado.
Em 13 de fevereiro de 2010, na entrada principal da praia em Mielno, o Monumento à Morsa foi apresentado por Robert Sobociński, que deveria ser um símbolo dos amantes do banho em água fria.
Mielno é habitualmente dividida em três partes: o bairro da igreja, Mielno Velha e conjunto habitacional Lechitów, mas apenas a última é uma unidade administrativa oficial da cidade.
O bairro da igreja é historicamente a parte mais antiga de Mielno. Há ruínas de uma antiga fortaleza eslava da virada dos séculos IX e X e uma igreja paroquial do século XV. Esta parte é atualmente de natureza periférica, separada da praia por uma floresta. A sua parte central é a Praça Kościelny e a rua Spokojna. A parte norte do bairro, através da floresta costeira, percorre uma ciclovia internacional ao redor do mar Báltico.
A Mielno Velha é a parte maior da cidade que faz fronteira com o conjunto habitacional Unieście. Existem inúmeras casas e pousadas da virada dos séculos XIX e XX (Willa Millenium, Willa Amber) e grandes estâncias de férias criadas após 1945 (FWP Albatros). A vida cultural e social da cidade acontece na Mielno Velha, e os eventos acontecem lá. Há edifícios públicos, lojas e barracas sazonais, além de um parque, o passeio Kosciuszko e o passeio marítimo (anteriormente Amizade polaco-soviética).

## Infraestrutura
Mielno abriga a Escola Primária Leonid Teliga e um jardim de infância público.
A cidade também conta com uma agência de promoção e informação do turismo, uma biblioteca municipal, um centro esportivo e recreativo, um centro de assistência social municipal, um posto de correios e uma delegacia de polícia.

## Transportes
Mielno está conectada à estrada nacional n.º 11 pela estrada da voivodia n.º 165.
A conexão com o centro de Koszalin é possível por transportadoras particulares e, no verão, por trens da Przewozy Regionalne (rotas conectadas a conexões de longa distância, em média a cada hora), partidas da parada de passageiros Mielno Koszalińskie. No final de setembro de 1938, um bonde regional chegou a Mielno. Ônibus suburbanos no. 1 de MZK Koszalin.
Uma conexão alternativa com Koszalin (Jamno) é um cruzeiro no navio Koszałek, no lago Jamno, até a marina Unieście II. As partidas do navio durante a temporada de férias são a cada 2 horas.

## Cultura e esporte

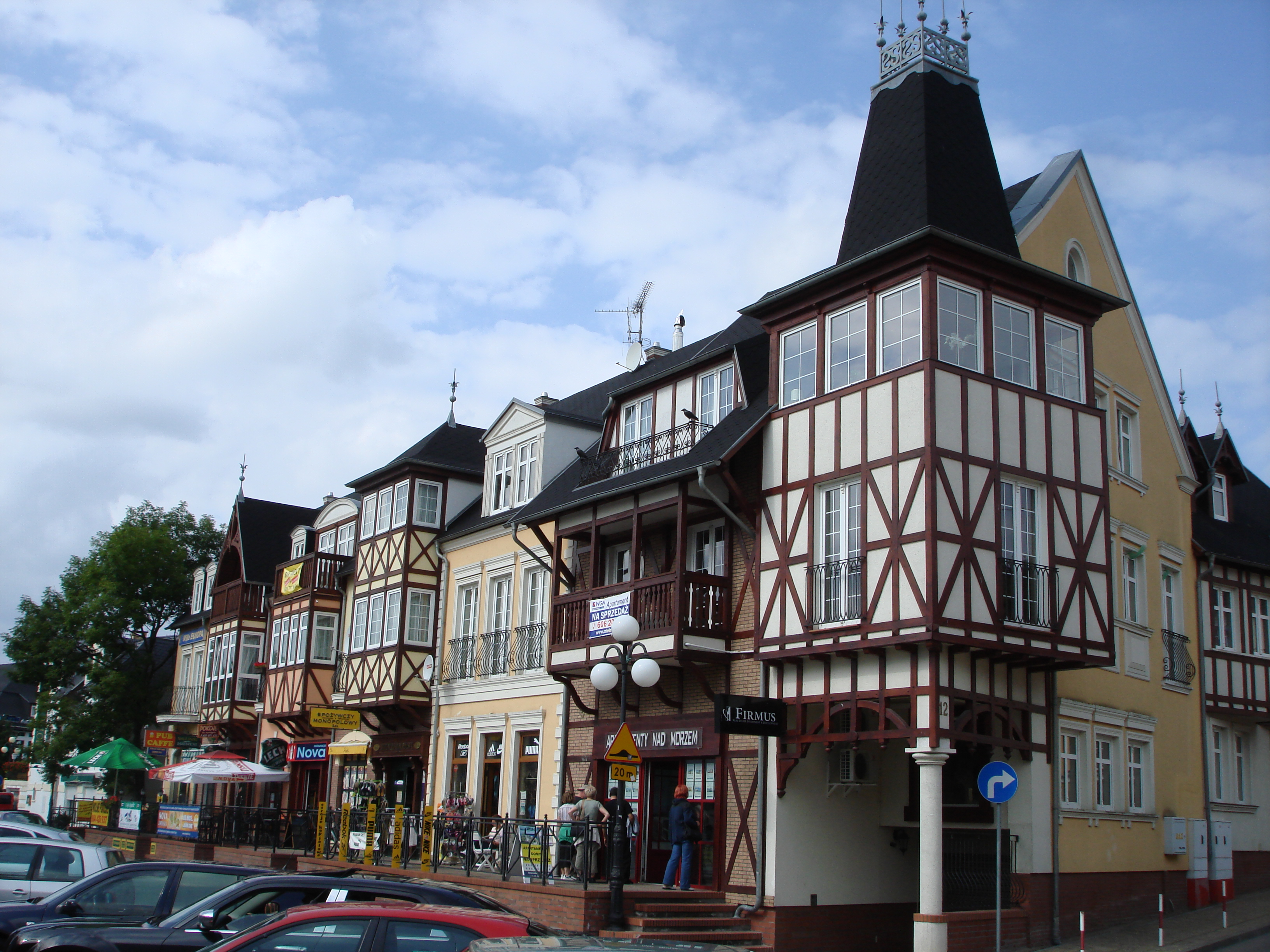
Centro de Mielno

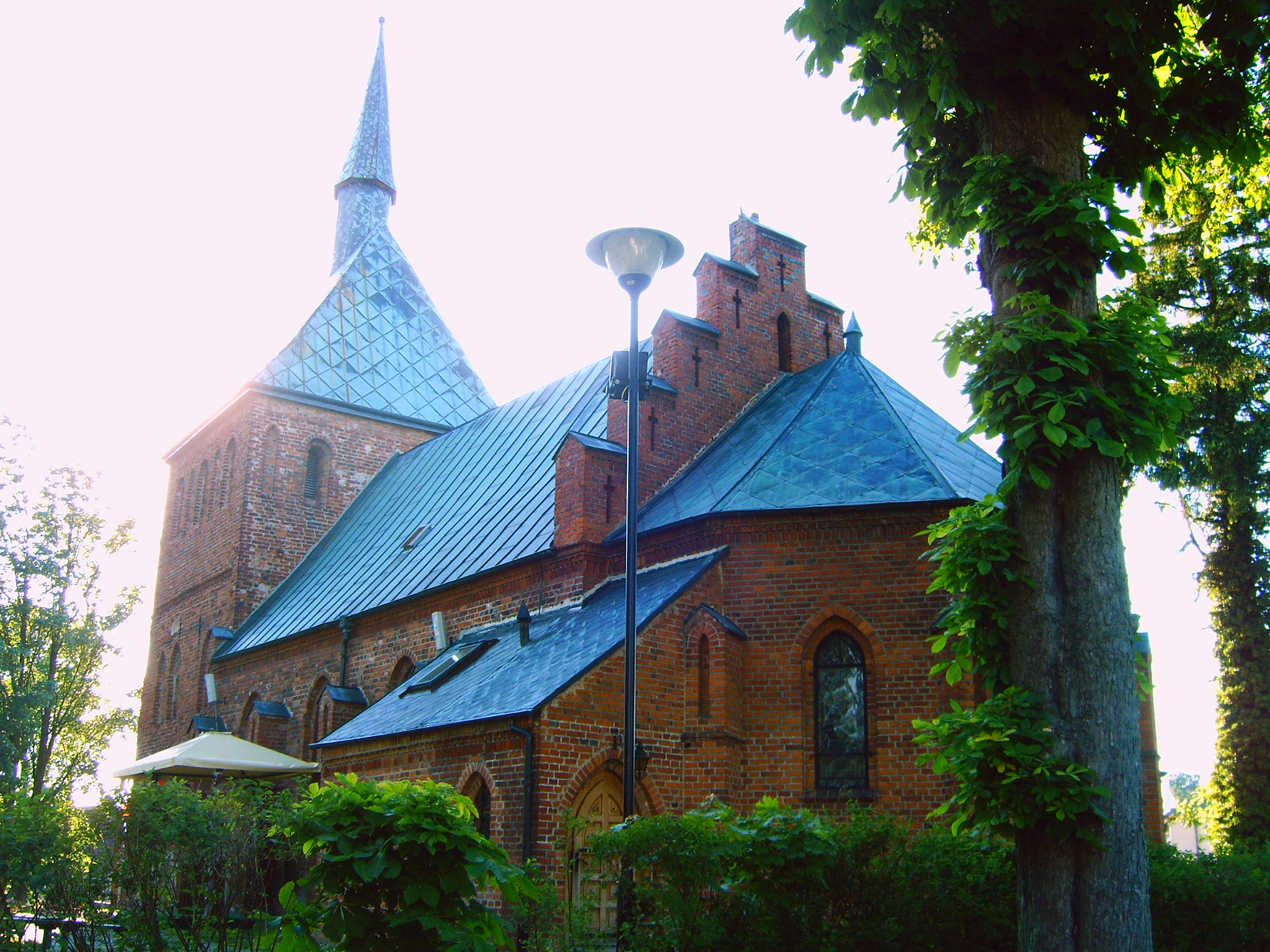
Igreja da Transfiguração em Mielno

O Mielno Sports Club "Saturno", fundado em 1957, tem sede na cidade. O time de futebol na temporada 2010/2011 jogou na classe distrital, grupo do norte de Koszalin. 
Desde 2004, em Mielno, em janeiro ou fevereiro, ocorre o Congresso Marítimo Internacional. Há também o Clube Náutico Mieleński "Esquimós".

## Administração
A comuna de Mielno criou 2 conselhos da vila (unidades auxiliares) para a cidade. Sołectwo Mielno cobre a parte ocidental da cidade juntamente com a parte de Barnowo (mas sem o lago Jamno), e Sołectwo Unieście inclui a parte oriental do assentamento de Unieście (também sem o lago Jamno). Os habitantes de cada conselho da vila escolhem um conselheiro da vila e um conselho da vila, que consiste em 3 a 7 pessoas..

## Comunidades religiosas
- Igreja Católica:
  - Paróquia de Nossa Senhora do Mar
  - Paróquia da Transfiguração
- Testemunhas de Jeová:
  - Igreja de Mielno-Strzeenice